# Busch Nashville 420 1979
Nashville 420 1979 var ett stockcarlopp ingående i Nascar Winston Cup Series (nuvarande Nascar Cup Series) som kördes 14 juli 1979 på den 0,596 mile (959,170 meter) långa ovalbanan Nashville Speedway i Nashville i Tennessee. Totalt avverkades 250.320 miles (402.851 km) fördelat på 420 varv. Banunderlaget var asfalt. Loppet vanns av Darrell Waltrip i en Chevrolet på tiden 2:42.51 körande för DiGard Motorsports. Waltrips snitthastighet var 92,227 mph. Han var vid målgång ensam förare på ledarvarvet, ett varv före tvåan Cale Yarborough. Prispotten uppgick till 69 205 dollar, varav 14 000 dollar gick till segraren.

## Resultat
| Plc     | Nr | Förare            | Team/ bilägare              | Konstruktör | Start | Varv | Ledda varv |
| ------- | -- | ----------------- | --------------------------- | ----------- | ----- | ---- | ---------- |
| 1       | 88 | Darrell Waltrip   | DiGard Motorsports          | Chevrolet   | 1     | 420  | 409        |
| 2       | 11 | Cale Yarborough   | Junior Johnson & Associates | Chevrolet   | 5     | 419  | 0          |
| 3       | 2  | Dale Earnhardt    | Osterlund Motorsports       | Chevrolet   | 3     | 417  | 0          |
| 4       | 27 | Benny Parsons     | M.C. Anderson Racing        | Chevrolet   | 9     | 417  | 0          |
| 5       | 43 | Richard Petty     | Petty Enterprises           | Chevrolet   | 9     | 406  | 0          |
| 6       | 48 | James Hylton      | Hylton Engineering          | Chevrolet   | 19    | 406  | 0          |
| 7       | 3  | Richard Childress | Richard Childress Racing    | Chevrolet   | 17    | 405  | 0          |
| 8       | 70 | J.D. McDuffie     | McDuffie Racing             | Chevrolet   | 10    | 404  | 0          |
| 9       | 25 | Ronnie Thomas     | Robertson Racing            | Chevrolet   | 21    | 396  | 0          |
| 10      | 52 | Jimmy Means       | Jimmy Means Racing          | Chevrolet   | 20    | 394  | 0          |
| 11      | 24 | Cecil Gordon      | Gordon Racing               | Oldsmobile  | 16    | 391  | 0          |
| 12      | 55 | Wayne Watercutter | i.u.                        | Chevrolet   | 18    | 390  | 0          |
| 13      | 17 | Roger Hamby       | Hamby Racing                | Oldsmobile  | 26    | 380  | 0          |
| 14      | 79 | Frank Warren      | Warren Racing               | Dodge       | 27    | 374  | 0          |
| 15      | 14 | Sterling Marlin   | Cunningham-Kelley           | Chevrolet   | 14    | 341  | 11         |
| 16      | 15 | Bobby Allison     | Bud Moore Engineering       | Ford        | 2     | 340  | 0          |
| 17      | 67 | Buddy Arrington   | Arrington Racing            | Dodge       | 23    | 272  | 0          |
| 18      | 45 | Baxter Price      | Price Racing                | Chevrolet   | 24    | 250  | 0          |
| 19      | 05 | Dick Brooks       | Nelson Malloch              | Chevrolet   | 7     | 155  | 0          |
| 20      | 19 | Steve Spencer     | Gray Racing                 | Chevrolet   | 11    | 151  | 0          |
| 21      | 72 | Joe Millikan      | DeWitt Racing               | Chevrolet   | 4     | 150  | 0          |
| 22      | 47 | Harry Gant        | Race Hill Farm Team         | Chevrolet   | 13    | 142  | 0          |
| 23      | 40 | D.K. Ulrich       | Ulrich Racing               | Chevrolet   | 12    | 114  | 0          |
| 24      | 98 | Ralph Jones       | Ralph Jones                 | Ford        | 25    | 92   | 0          |
| 25      | 44 | Terry Labonte     | Hagan Enterprises           | Chevrolet   | 8     | 40   | 0          |
| 26      | 69 | Henry Jones       | Mike Kempton                | Chevrolet   | 28    | 19   | 0          |
| 27      | 09 | Nelson Oswald     | Oswald Racing               | Chevrolet   | 15    | 6    | 0          |
| 28      | 64 | Tommy Gale        | Langley-Woodfield Racing    | Ford        | 22    | 5    | 0          |
| 29      | 58 | Dick May          | Satterfield Racing          | Chevrolet   | 30    | 3    | 0          |
| 30      | 10 | Jimmy Hindman     | Jimmy Hindman               | Ford        | 29    | 2    | 0          |
| Källor: |    |                   |                             |             |       |      |            |